# Favour Ofili
Favour Chukwuka Ofili (31 dicembre 2002) è una velocista nigeriana, detentrice del record africano dei 200 metri piani indoor e di quello nigeriano dei 200 metri piani all'aperto.

## Biografia
Dopo aver conquistato la medaglia d'oro nei 400 metri piani ai Giochi panafricani giovanili del 2018, nel 2019 è stata campionessa africana under 18 dei 200 e 400 metri piani durante i campionati africani under 18 di Abidjan. Lo stesso anno è stata medaglia d'argento ai Giochi panafricani di Rabat nei 400 metri piani e d'oro nella staffetta 4×400 metri e ha poi partecipato ai campionati mondiali di Doha, fermandosi alle semifinali dei 400 metri piani e alle batterie di qualificazione della staffetta 4×400 metri.
Nel 2021 ha preso parte ai mondiali under 20 di Nairobi, dove ha conquistato due medaglie di bronzo nei 200 metri piani e nella staffetta 4×100 metri e quella d'oro nella staffetta 4×400 metri.

## Record nazionali
Seniores
- 200 metri piani: 21"96 (+1,3 m/s) ( Gainesville, 15 aprile 2022)
- 200 metri piani indoor: 22"11 ( Albuquerque, 10 marzo 2023)
- Staffetta 4×100 metri: 42"22 ( Eugene, 23 luglio 2022) (Joy Udo-Gabriel, Favour Ofili, Rosemary Chukwuma, Nzubechi Grace Nwokocha)

## Progressione

### 200 metri piani
| Stagione | Tempo | Luogo       | Data      | Rank. Mond. |
| -------- | ----- | ----------- | --------- | ----------- |
| 2022     | 21"96 | Gainesville | 15-4-2022 |             |
| 2021     | 22"23 | Nairobi     | 21-8-2021 |             |
| 2019     | 23"24 | Abuja       | 26-6-2019 |             |
| 2017     | 24"68 | Abuja       | 3-6-2017  |             |
| 2016     | 27"48 | Sapele      | 21-5-2016 |             |

### 200 metri piani indoor
| Stagione | Tempo | Luogo           | Data      | Rank. Mond. |
| -------- | ----- | --------------- | --------- | ----------- |
| 2022/23  | 22"11 | Albuquerque     | 10-3-2023 |             |
| 2021/22  | 22"46 | College Station | 26-2-2022 |             |
| 2020/21  | 22"75 | Fayetteville    | 27-2-2021 |             |

### 400 metri piani
| Stagione | Tempo | Luogo       | Data      | Rank. Mond. |
| -------- | ----- | ----------- | --------- | ----------- |
| 2021     | 51"49 | Baton Rouge | 24-4-2021 |             |
| 2019     | 51"51 | Doha        | 30-9-2019 |             |
| 2018     | 53"57 | Algeri      | 25-7-2018 |             |
| 2017     | 58"62 | Abuja       | 3-6-2017  |             |

## Palmarès
| Anno | Manifestazione               | Sede         | Evento      | Risultato  | Prestazione | Note            |
| ---- | ---------------------------- | ------------ | ----------- | ---------- | ----------- | --------------- |
| 2018 | Giochi panafricani giovanili | Algeri       | 400 m piani | Oro        | 53"57       |                 |
| 2018 | Giochi olimpici giovanili    | Buenos Aires | 400 m piani | Finale 3   | 55"51       |                 |
| 2019 | Campionati africani U18      | Abidjan      | 200 m piani | Oro        | 23"38       |                 |
| 2019 | Campionati africani U18      | Abidjan      | 400 m piani | Oro        | 52"28       |                 |
| 2019 | World Relays                 | Yokohama     | 4×100 m     | Batteria   | 45"07       |                 |
| 2019 | World Relays                 | Yokohama     | 4×400 m     | Batteria   | 3'32"10     |                 |
| 2019 | Giochi panafricani           | Rabat        | 400 m piani | Argento    | 51"68       |                 |
| 2019 | Giochi panafricani           | Rabat        | 4×400 m     | Oro        | 3'30"32     |                 |
| 2019 | Mondiali                     | Doha         | 400 m piani | Semifinale | 52"58       |                 |
| 2019 | Mondiali                     | Doha         | 4×400 m     | Batteria   | 3'35"90     |                 |
| 2021 | Mondiali U20                 | Nairobi      | 200 m piani | Bronzo     | 22"23       |                 |
| 2021 | Mondiali U20                 | Nairobi      | 4×100 m     | Bronzo     | 43"90       |                 |
| 2021 | Mondiali U20                 | Nairobi      | 4×400 m     | Oro        | 3'31"46     |                 |
| 2022 | Mondiali                     | Eugene       | 200 m piani | Semifinale | 22"30       |                 |
| 2022 | Mondiali                     | Eugene       | 4×100 m     | 4ª         | 42"22       | Record africano |
| 2022 | Giochi del Commonwealth      | Birmingham   | 200 m piani | Argento    | 22"51       |                 |
| 2022 | Giochi del Commonwealth      | Birmingham   | 4×100 m     | Oro        | 42"10       | Record africano |
| 2023 | Mondiali                     | Budapest     | 200 m piani | Semifinale | 22"86       |                 |
| 2023 | Mondiali                     | Budapest     | 4×100 m     | Batteria   | dnf         |                 |
| 2024 | World Relays                 | Nassau       | 4×100 m     | Batteria   | 43"15       |                 |
| 2024 | Campionati africani          | Douala       | 100 m piani | Semifinale | dns         |                 |
| 2024 | Giochi olimpici              | Parigi       | 200 m piani | 6ª         | 22"24       |                 |
| 2024 | Giochi olimpici              | Parigi       | 4×100 m     | Batteria   | 42"70       |                 |

## Campionati nazionali
- 1 volta campionessa nazionale assoluta dei 200 m piani (2019)
- 1 volta campionessa nazionale under 18 dei 200 m piani (2019)

2019
- Oro ai campionati nigeriani under 18, 200 m piani - 23"74
- Oro ai campionati nigeriani assoluti, 200 m piani - 23"32
- Argento ai campionati nigeriani assoluti, 400 m piani - 51"90